# Kallukutiganahalu, Bellary
Kallukutiganahalu là một làng thuộc tehsil Bellary, huyện Bellary, bang Karnataka, Ấn Độ.